# Iker Bonillo
Bonillo  Martín est un nom espagnol. Le premier nom de famille, en général paternel, est Bonillo ; le second, en général maternel, souvent omis, est Martín.
Iker Bonillo Martín, né le 9 juillet 2003 à Silla, est un coureur cycliste espagnol. 

## Biographie
En 2020, Iker Bonillo se classe notamment deuxième de la course à l'américaine aux championnats d'Espagne sur piste, dans la catégorie juniors (moins de 19 ans). Il s'illustre ensuite sur route lors de la saison 2021 en obtenant diverses victoires, grâce à ses qualités de sprinteur. 
Il passe professionnel dès 2022 au sein de la formation italienne Bardiani CSF Faizanè,. Comme d'autres jeunes coureurs de l'équipe, il bénéficie d'un calendrier aménagé qui est principalement composé de courses espoirs (moins de 23 ans). Le 30 janvier, il termine sixième du Grand Prix Megasaray en Turquie pour sa première course. Il devient ensuite champion d'Espagne de l'américaine au mois de février avec son compatriote Sebastián Mora.
En mars 2023, il se classe neuvième du prologue de l'Istrian Spring Trophy.

## Palmarès sur route
- 2019
  - 1re étape du Tour du Portugal cadets[3]
- 2021
  - Cursa Ciclista del Llobregat
  - 3e étape du Circuito Cántabro Junior
  - 1re étape de la Vuelta a Valladolid Junior
  - 2e du championnat de la Communauté valencienne sur route juniors
  - 3e du Circuito Cántabro Junior
  - 3e de la Vuelta a Valladolid Junior

## Palmarès sur piste
- 2018
  - 3e du championnat d'Espagne de vitesse cadets
- 2019
  -  Champion d'Espagne du 500m cadets
- 2020
  - 2e du championnat d'Espagne de l'américaine juniors
  - 3e du championnat d'Espagne de poursuite juniors
- 2021
  -  Champion d'Espagne de poursuite juniors
- 2022
  -  Champion d'Espagne de l'américaine (avec Sebastián Mora)
- 2023
  -  Champion d'Espagne de l'américaine (avec Sebastián Mora)